# 172. vestlige længdekreds
Den 172. vestlige længdekreds (eller 172 grader vestlig længde) er en længdekreds, der ligger 172 grader vest for nulmeridianen. Den løber gennem Ishavet, Asien, Stillehavet, det Sydlige Ishav og Antarktis.